# Род Стрікленд
Родні Стрікленд (англ. Rodney Strickland, нар. 11 липня 1966, Бронкс, США) — американський професійний баскетболіст, виступав на позиції розігруючого захисника за низку команд НБА. Після завершення ігрової кар'єри — баскетбольний тренер.

## Ігрова кар'єра
На університетському рівні грав за команду Депол (1985–1988). 
1988 року був обраний у першому раунді драфту НБА під загальним 19-м номером командою «Нью-Йорк Нікс». Професійну кар'єру розпочав 1988 року виступами за тих же «Нью-Йорк Нікс», захищав кольори команди з Нью-Йорка протягом наступних 2 сезонів. За підсумками дебютного сезону був включений до другої збірної новачків.
З 1990 по 1992 рік грав у складі «Сан-Антоніо Сперс», куди перейшов у обмін на Моріса Чікса.
1992 року перейшов до «Портленд Трейл-Блейзерс», у складі якої провів наступні 4 сезони своєї кар'єри. 24 січня 1995 року провів найрезультативнішу гру в кар'єрі, набравши 36 очок у матчі проти «Нью-Йорк Нікс».
Наступною командою в кар'єрі гравця була «Вашингтон Візардс», за яку він відіграв 5 сезонів.
2001 року повернувся до «Портленда».
Наступного сезону перейшов до «Маямі Гіт», у складі якої провів один сезон своєї кар'єри.
Наступною командою в кар'єрі гравця була «Міннесота Тімбервулвз», за яку він відіграв один сезон.
З 2003 по 2004 рік грав у складі «Орландо Меджик».
Частину 2004 року виступав у складі «Торонто Репторз».
2005 року став гравцем «Х'юстон Рокетс», команди, кольори якої захищає й досі.

## Тренерська кар'єра
2022 року очолив тренерська штаб команди Лонг-Айлендського університету.

## Статистика виступів в НБА

### Регулярний сезон
| Сезон             | Команда                   | GP    | GS  | MPG  | FG%  | 3P%  | FT%  | RPG | APG   | SPG | BPG | PPG  |
| ----------------- | ------------------------- | ----- | --- | ---- | ---- | ---- | ---- | --- | ----- | --- | --- | ---- |
| 1988–89           | «Нью-Йорк Нікс»           | 81    | 10  | 16.8 | .467 | .322 | .745 | 2.0 | 3.9   | 1.2 | .0  | 8.9  |
| 1989–90           | «Нью-Йорк Нікс»           | 51    | 0   | 20.0 | .440 | .286 | .638 | 2.5 | 4.3   | 1.4 | .2  | 8.4  |
| 1989–90           | «Сан-Антоніо Сперс»       | 31    | 24  | 36.2 | .468 | .222 | .615 | 4.3 | 8.0   | 1.8 | .2  | 14.2 |
| 1990–91           | «Сан-Антоніо Сперс»       | 58    | 56  | 35.8 | .482 | .333 | .763 | 3.8 | 8.0   | 2.0 | .2  | 13.8 |
| 1991–92           | «Сан-Антоніо Сперс»       | 57    | 54  | 36.0 | .455 | .333 | .687 | 4.6 | 8.6   | 2.1 | .3  | 13.8 |
| 1992–93           | «Портленд Трейл-Блейзерс» | 78    | 35  | 31.7 | .485 | .133 | .717 | 4.3 | 7.2   | 1.7 | .3  | 13.7 |
| 1993–94           | «Портленд Трейл-Блейзерс» | 82    | 58  | 35.2 | .483 | .200 | .749 | 4.5 | 9.0   | 1.8 | .3  | 17.2 |
| 1994–95           | «Портленд Трейл-Блейзерс» | 64    | 61  | 35.4 | .466 | .374 | .745 | 5.0 | 8.8   | 1.9 | .1  | 18.9 |
| 1995–96           | «Портленд Трейл-Блейзерс» | 67    | 63  | 37.7 | .460 | .342 | .652 | 4.4 | 9.6   | 1.4 | .2  | 18.7 |
| 1996–97           | «Вашингтон Буллетс»       | 82    | 81  | 36.5 | .466 | .169 | .738 | 4.1 | 8.9   | 1.7 | .2  | 17.2 |
| 1997–98           | «Вашингтон Візардс»       | 76    | 76  | 39.7 | .434 | .250 | .726 | 5.3 | 10.5* | 1.7 | .3  | 17.8 |
| 1998–99           | «Вашингтон Візардс»       | 44    | 43  | 37.1 | .416 | .286 | .746 | 4.8 | 9.9   | 1.7 | .1  | 15.7 |
| 1999–00           | «Вашингтон Візардс»       | 69    | 67  | 31.7 | .429 | .048 | .702 | 3.8 | 7.5   | 1.4 | .3  | 12.6 |
| 2000–01           | «Вашингтон Візардс»       | 33    | 28  | 30.9 | .426 | .250 | .782 | 3.2 | 7.0   | 1.3 | .1  | 12.2 |
| 2000–01           | «Портленд Трейл-Блейзерс» | 21    | 0   | 16.7 | .418 | .000 | .577 | 1.7 | 3.4   | .5  | .0  | 4.6  |
| 2001–02           | «Маямі Гіт»               | 76    | 64  | 30.2 | .443 | .308 | .766 | 3.1 | 6.1   | 1.1 | .1  | 10.4 |
| 2002–03           | «Міннесота Тімбервулвз»   | 47    | 8   | 20.3 | .432 | .091 | .738 | 2.0 | 4.6   | 1.0 | .1  | 6.8  |
| 2003–04           | «Орландо Меджик»          | 46    | 9   | 19.9 | .454 | .303 | .750 | 2.6 | 4.0   | .6  | .2  | 6.8  |
| 2003–04           | «Торонто Репторз»         | 15    | 1   | 18.8 | .333 | .000 | .682 | 2.5 | 3.9   | .5  | .3  | 4.7  |
| 2004–05           | «Х'юстон Рокетс»          | 16    | 2   | 12.3 | .209 | .500 | .900 | 1.7 | 2.4   | .2  | .1  | 1.8  |
| Усього за кар'єру | Усього за кар'єру         | 1,094 | 740 | 30.7 | .454 | .282 | .721 | 3.7 | 7.3   | 1.5 | .1  | 13.2 |

### Плей-оф
| Сезон             | Команда                   | GP | GS | MPG  | FG%  | 3P%   | FT%   | RPG | APG  | SPG | BPG | PPG  |
| ----------------- | ------------------------- | -- | -- | ---- | ---- | ----- | ----- | --- | ---- | --- | --- | ---- |
| 1988–1989         | «Нью-Йорк Нікс»           | 9  | 0  | 12.3 | .449 | 1.000 | .529  | 1.4 | 2.8  | .4  | .1  | 6.0  |
| 1989–1990         | «Сан-Антоніо Сперс»       | 10 | 10 | 38.4 | .425 | .000  | .556  | 5.3 | 11.2 | 1.4 | .0  | 12.3 |
| 1990–1991         | «Сан-Антоніо Сперс»       | 4  | 4  | 42.0 | .433 | .000  | .810  | 5.3 | 8.8  | 2.3 | .0  | 18.8 |
| 1991–1992         | «Сан-Антоніо Сперс»       | 2  | 2  | 40.0 | .591 | —     | .625  | 3.5 | 9.5  | 1.5 | 1.0 | 15.5 |
| 1992–1993         | «Портленд Трейл-Блейзерс» | 4  | 4  | 39.0 | .423 | .000  | .833  | 6.5 | 9.3  | 1.3 | .5  | 13.5 |
| 1993–1994         | «Портленд Трейл-Блейзерс» | 4  | 4  | 38.5 | .500 | .000  | .815  | 4.0 | 9.8  | 1.0 | .5  | 23.5 |
| 1994–1995         | «Портленд Трейл-Блейзерс» | 3  | 3  | 42.0 | .415 | .400  | .778  | 4.0 | 12.3 | 1.0 | .7  | 23.3 |
| 1995–1996         | «Портленд Трейл-Блейзерс» | 5  | 5  | 40.4 | .440 | .500  | .639  | 6.2 | 8.4  | 1.0 | .0  | 20.6 |
| 1996–1997         | «Вашингтон Буллетс»       | 3  | 3  | 41.3 | .423 | .500  | .737  | 6.0 | 8.3  | 1.0 | .0  | 19.7 |
| 2000–2001         | «Портленд Трейл-Блейзерс» | 2  | 0  | 9.5  | .333 | —     | .667  | 2.0 | 1.0  | 1.0 | .0  | 4.0  |
| 2002–2003         | «Міннесота Тімбервулвз»   | 6  | 0  | 12.2 | .524 | —     | 1.000 | 1.0 | 2.8  | .7  | .3  | 4.7  |
| Усього за кар'єру | Усього за кар'єру         | 52 | 35 | 30.7 | .446 | .286  | .706  | 4.0 | 7.5  | 1.1 | .2  | 13.4 |